# Viarigi
Viarigi (Viarìa o Viarìs in piemontese) è un comune italiano di 808 abitanti della provincia di Asti in Piemonte.
Si trova nel cuore delle colline del Monferrato in Piemonte. Il paese è aggrappato alla collina, le case e le strade si adeguano a questa caratteristica, con scale, sottoportici, ripidi tornanti, muraglioni.

## Storia

### Simboli
Il simbolo del paese è la sua torre di avvistamento: di origine medioevale, domina dall'alto il paese e il territorio circostante.
Il gonfalone è un drappo partito di verde e di rosso.
Lo stemma e il gonfalone sono stati concessi con DPR del 17 gennaio 2000.

## Monumenti e luoghi d'interesse

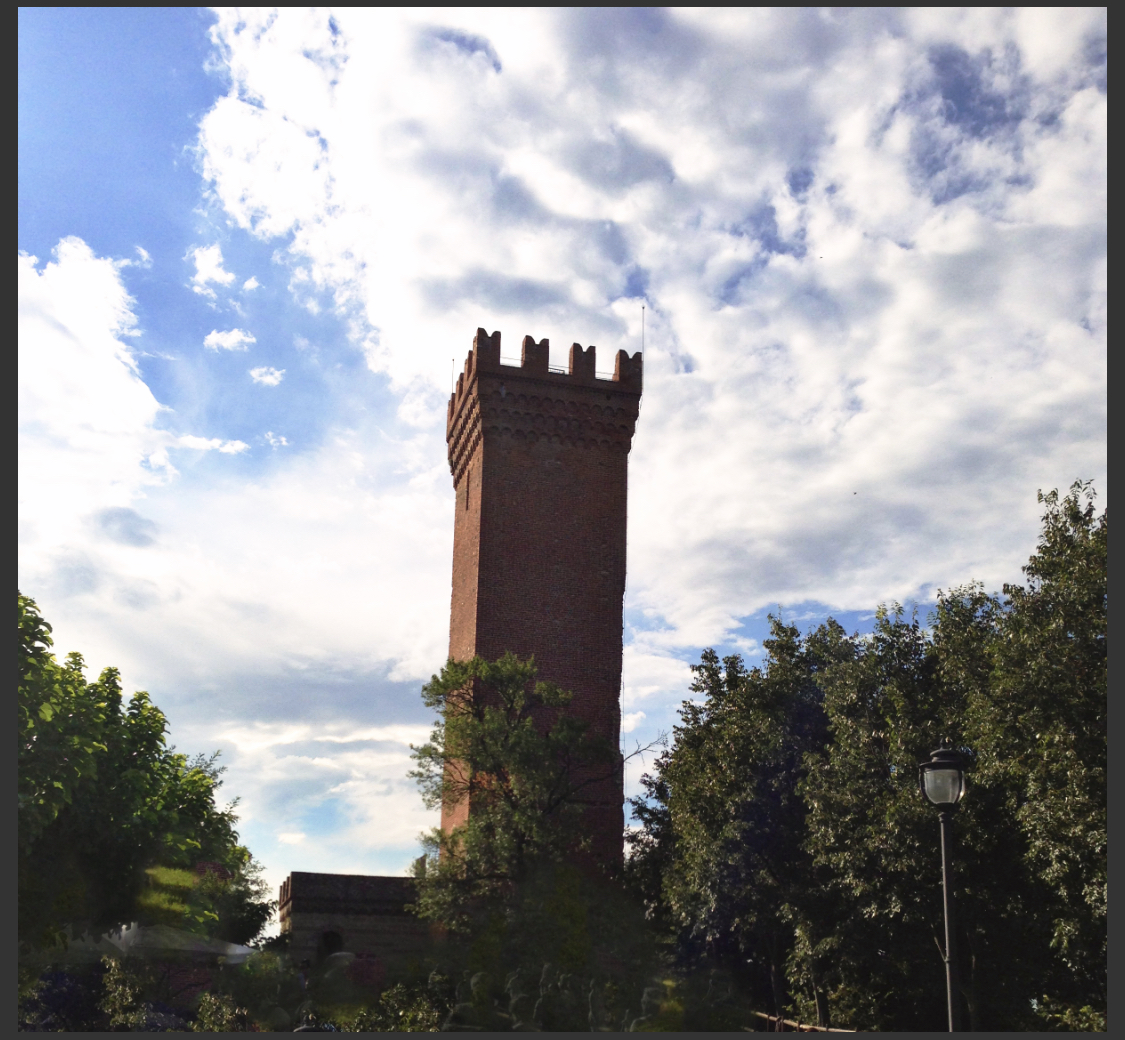
Torre dei Segnali, vista dal parco della Torre

- Torre dei Segnali. Nel periodo intorno al 1320 si colloca la costruzione della Torre dei Segnali di Viarigi, sulle rovine dell'antico castello, quando il territorio di Viarigi venne restituito al Marchese Teodoro di Monferrato da Matteo Visconti e diventò, in quanto zona di confine del marchesato, parte integrante di una rete di difesa e di comunicazione, basata su un sistema di torri e punti ben visibili dalle colline circostanti (comprendente anche Montemagno, Grana, Casorzo, Grazzano, Moncalvo e Rinco, a nord, Vignale, Carnagna, Lu, San Salvatore a sud). La torre, legata alla proprietà del feudo viarigino, subì diversi passaggi di proprietà a nobili del Marchesato del Monferrato, da Alberto di Solero (1431), ai conti Biglione di Viarigi (1772), mentre, all'epoca dell'ultimo feudatario, Viarigi era già passato a Casa Savoia, con il trattato di Vienna del 1703. Proprio i conti Biglione furono gli avi del poeta Agostino della Sala Spada, nato a Calliano nel 1842, che cantò nei suoi versi le ridenti colline del Monferrato e la "quadra torre, sovra l'arduo colle" che tanto gli fu cara. Con la rivoluzione francese e la successiva occupazione napoleonica, vennero soppressi i feudi e i Biglione dovettero cedere la loro intera proprietà alla famiglia ebraica di Sacerdote Vita, commerciante di Casale Monferrato. A circa metà del 1800, la Torre e l'area attigua passò alla famiglia Ferraris di Viarigi che la detenne sino al 1939 quando, a seguito di pubblico incanto, venne rilevata dal Cav. Aldo Todini. Essa rimase alla famiglia Todini sino al 1998, quando un benefattore milanese, Pietro Bellettato, la acquistò per farne dono al Comune di Viarigi. La Torre dei segnali venne dichiarata edificio monumentale nel 1908 e, successivamente, posta sotto vincolo in base alla legge 1089/1939. In seguito, fu trascritta a favore del Ministero dell'Educazione Pubblica dell'11/04/1943. La costruzione non è nella facies originale del basso medioevo ma è frutto di stratificazioni di interventi successivi alla costruzione originaria. Il più importante di questi, avvenuto circa a metà del secolo XIX, coincide con la realizzazione di un rivestimento in laterizi, sui quattro lati della torre, al fine di ricoprire e risanare le quinta muraria esistente.[5]

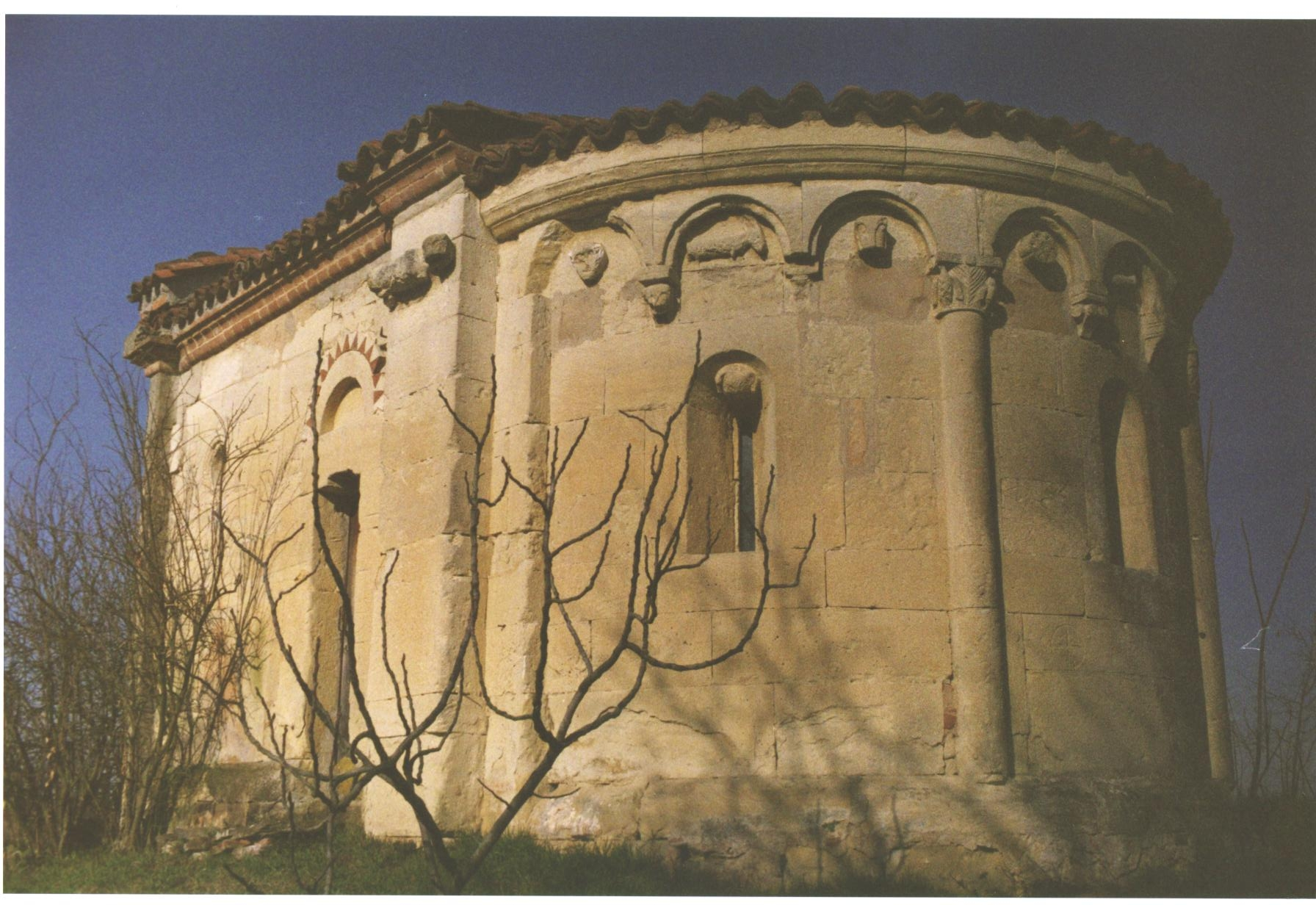
Chiesa di San Marziano

- Chiesa di San Marziano. Una notizia relativa alla chiesa di Viarigi risale al già citato documento del 1041 quando l'Imperatore Enrico lIl, nel confermare al Vescovo d'Asti il patrimonio della sua chiesa, include nell'elenco la corte di Viarigi con il castello e la cappella. Un riferimento successivo, sempre senza indicazione precisa di titolatura, si ritrova in atto del 1238 in occasione del raduno dei Signori di Viarigi, Vassalli del Vescovo d'Asti sotto il portico della Chiesa ed alla presenza di un prete della medesima. Soltanto nel 1345 si è in grado di conoscere il numero e le dedicazioni delle chiese di Viarigi. Nel registro diocesano infatti San Marziano appare insieme con San Pietro e un'altra chiesa che è nei boschi di Viarigi {qui est in boscis de Viarixio} non meglio specificata, tutte indipendenti da giurisdizione pievana. Una quarta, infine, San Severio (oggi San Silverio), appartiene al monastero benedettino di Azzano. Fra tutte, San Marziano appare la meno dotata, avendo a registro soltanto 3 lire, contro le 35, 46 e 16 delle altre chiese. L'indipendenza da ogni pieve si può forse spiegare con la particolare situazione politica del suo castello, feudo ves covile ai confini della Diocesi dipendente direttamente dal Vescovo. La scarsa importanza rivestita successivamente, quando si erano imposte le Parrocchie di San Silverio e di San Pietro, non ha consentito di lasciare tracce significative nella documentazione.

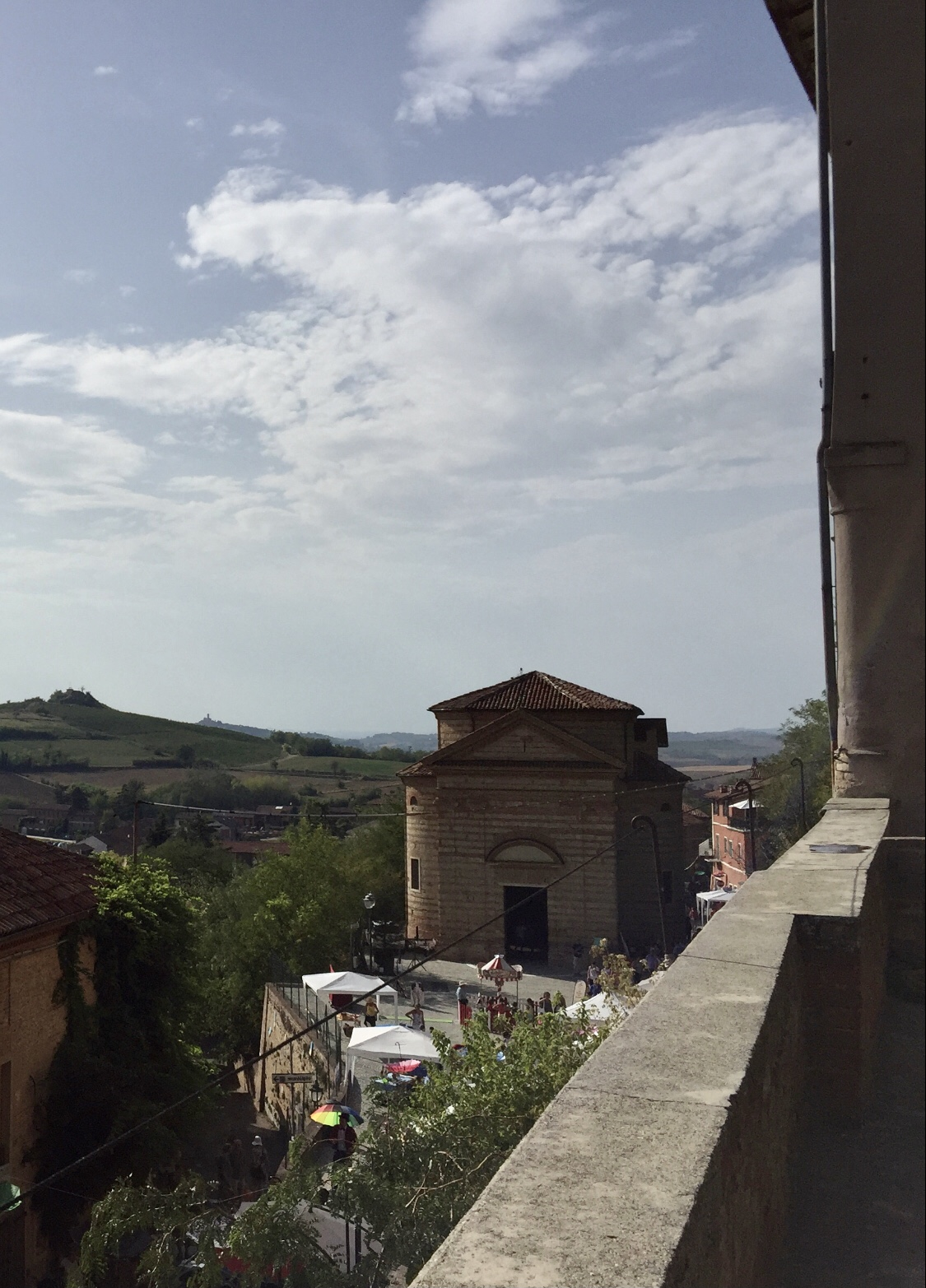
Facciata della chiesa di San Silverio

- Chiesa di San Silverio. La chiesa di San Silverio sorge sul luogo occupato in precedenza da una chiesa trecentesca dipendente dall'abbazia benedettina di San Bartolomeo di Azzano d'Asti. Le prime notizie di questo monumento, costruito su croce greca risalgono al 1473. L'edificio, di stile tardo barocco, ha assunto le forme recenti con l'ampliamento attuato nel 1870. Sconsacrata, è di proprietà comunale. Nel 1998 sono iniziati i lavori di consolidamento e restauro della facciata e delle pareti esterne mentre il tetto era già stato rinnovato in precedenza. Gli arredi sono totalmente mancanti poiché sono andati perduti nel corso degli anni. Rimangono il portale ligneo, interamente scolpito e parte dei pavimenti in mosaico, attualmente coperti in attesa di un intervento restauratore. Il patronimico Silverio deriva dal latino Silvanus col significato di colui che ama le selve, usato anche nella forma femminile Silveria. L'onomastico si festeggia il 20 giugno in ricordo di san Silverio papa, martirizzato nell'anno 537 forse nell'isola di Ponza, patrono di Frosinone.
- Antico Voltone. Il Voltone si estende sotto la chiesa parrocchiale. Rappresenta un tratto della cortina muraria che racchiudeva l'antico abitato in epoca medioevale.

## Società

### Evoluzione demografica
Abitanti censiti

### Etnie e minoranze straniere
Secondo i dati ISTAT al 1º gennaio 2013 la popolazione straniera residente era di 37 persone e rappresentano il 4% dell'intera popolazione residente.
Le nazionalità maggiormente rappresentate in base alla loro percentuale sul totale della popolazione straniera residente erano:
- Romania 10 27.03%
- Marocco 10 27.03%
- Albania 4 10.81%
- Moldavia 4 10.81%
- Russia 3 8.11%
- Argentina 3 8.11%
- Germania 2 5.41%
- Regno Unito 1 2.70%

## Cultura

### Eventi
- Saltinpiazza (ultima domenica di agosto)
- Festa patronale di Accorneri (prima domenica di settembre)

## Geografia antropica

### Frazioni
Accorneri è una frazione molto estesa, che comprende 5 borgate (Accorneri Valle, Accorneri Superiore, Accorneri Pergatti, Accorneri Pelosi e Accorneri Oggeri). Vi si raccolgono funghi e il pregiato tartufo bianco, oltre a ortaggi e frutti caratteristici tra cui le nocciole. Nelle campagne di Accorneri, si trova la chiesa di San Marziano, una pieve romanica.

## Infrastrutture e trasporti
Tra il 1900 e il 1935 Viarigi fu servito dalla tranvia Asti-Montemagno-Altavilla.
Il trasporto extraurbano del Comune di Viarigi è effettuato dalla società STP (ex ARFEA - sigla di Aziende Riunite Filovie ed Autolinee).

## Amministrazione
Di seguito è presentata una tabella relativa alle amministrazioni che si sono succedute in questo comune.
| Periodo        | Periodo        | Primo cittadino           | Partito                     | Carica  | Note  |
| -------------- | -------------- | ------------------------- | --------------------------- | ------- | ----- |
| 19 giugno 1985 | 18 maggio 1990 | Giovanni Battista Garrone | Partito Liberale Italiano   | Sindaco | [ 7 ] |
| 18 maggio 1990 | 24 aprile 1995 | Brunella Mascarino        | Democrazia Cristiana        | Sindaco | [ 7 ] |
| 24 aprile 1995 | 14 giugno 1999 | Brunella Mascarino        | centro                      | Sindaco | [ 7 ] |
| 14 giugno 1999 | 14 giugno 2004 | Brunella Mascarino        | lista civica                | Sindaco | [ 7 ] |
| 14 giugno 2004 | 8 giugno 2009  | Virginio Fracchia         | lista civica                | Sindaco | [ 7 ] |
| 8 giugno 2009  | 26 maggio 2014 | Virginio Fracchia         | lista civica                | Sindaco | [ 7 ] |
| 26 maggio 2014 | 26 maggio 2019 | Francesca Ferraris        | lista civica Idee in comune | Sindaco | [ 7 ] |
| 26 maggio 2019 | in carica      | Francesca Ferraris        | lista civica Idee in comune | Sindaco | [ 7 ] |